# Lukas Lobis
Lukas Lobis (* 1965/1966) ist ein Südtiroler Schauspieler und Kabarettist.

## Filmographie (Auswahl)
- 2004: Crazy Canucks
- 2005: Tatort: Der Teufel vom Berg
- 2006: Im Tal des Schweigens
- 2006: Das Weihnachts-Ekel
- 2008: Der Bergdoktor
- 2009: Gletscherblut
- 2009: Die Landärztin – Schleichendes Gift
- 2010: Die Landärztin – Um Leben und Tod
- 2011: Die Landärztin – Schicksalswege
- 2013: Die Landärztin – Entscheidung des Herzens
- 2013: Die Landärztin – Vergissmeinnicht
- 2016: Landkrimi – Endabrechnung (Fernsehreihe)
- 2018: Short cuts from town
- 2018: Der Trafikant
- 2022: Joe der Film